# UFC 213
UFC 213: Romero vs. Whittaker fue un evento de artes marciales mixtas organizado por Ultimate Fighting Championship que se llevó a cabo el 8 de julio de 2017 en el T-Mobile Arena en Paradise, Nevada.

## Historia
Se esperaba que el combate estelar fuese un combate por el campeonato de peso gallo entre el actual campeón Cody Garbrandt y T.J. Dillashaw. Sin embargo, el 23 de mayo, Garbrandt se retiró de la pelea por lesión y el combate fue retirado de la cartelera.
Se esperaba que el evento estelar contara con un combate por el campeonato de peso gallo de mujeres entre la campeona Amanda Nunes y Valentina Shevchenko. Sin embargo, el combate fue cancelado pocas horas antes del evento debido a una enfermedad de Nunes.
Tras la cancelación del combate entre Nunes y Shevchenko, el combate por el Campeonato Interino de peso medio entre Yoel Romero y Robert Whittaker, que en principio iba a ser el combate coestelar, pasó a ser el combate estelar del evento.

## Resultados
1. ↑  Por el Campeonato Interio Peso Mediano de UFC